# .uz
.uz e интернет домейн от първо ниво за Узбекистан. Администрира се от UZINFOCOM. Представен е през 1995 година.